# Rafael Lourenço
Pour les articles homonymes, voir Lourenço.
Rafael Lourenço, né le 1er octobre 1997 à São Bartolomeu de Messines, est un coureur cycliste portugais.

## Biographie
Rafael Lourenço est né à São Bartolomeu de Messines, paroisse de la commune de Silves dans le sud du Portugal. Il commence le vélo à 13 ans au club ExtremoSul, d'abord par le VTT. Il passe ensuite aux courses sur route à ses 16 ans
Parmi les juniors (17-18 ans), il court au sein du centre de formation de Tavira. Il en intègre ensuite l'équipe professionnelle en 2016. Redescendu chez les amateurs en 2017, il se classe troisième d'une étape au Tour de Galice, sous les couleurs de Liberty Seguros-Carglass.
En 2018, il s'impose sur une étape du Grande Prémio Jornal de Noticías, épreuve du calendrier national. En 2019, il remporte une étape du Tour du Portugal de l'Avenir, qu'il termine à la neuvième place. Il se classe également sixième des championnats du Portugal espoirs et huitième et meilleur jeune du Grande Prémio Jornal de Noticías. 

## Palmarès
- 2018
  - 2e étape du Grande Prémio Jornal de Noticías
- 2019
  - 2e étape du Tour du Portugal de l'Avenir

## Classements mondiaux
| Année                                 | 2019  |
| ------------------------------------- | ----- |
| Classement mondial                    | 2499e |
| UCI Europe Tour                       | 1586e |
|                                       |       |
| Légende : nc = non classéSource : UCI |       |